# مارسيلو فيغا
مارسيلو فيغا (بالإسبانية: Marcelo Vega)‏ (12 أغسطس 1971 بكوبيابو في تشيلي - ) هو مدرب كرة قدم ولاعب كرة قدم تشيلي في مركز الوسط، شارك في كأس العالم 1998. وشارك مع منتخب تشيلي لكرة القدم. أما مع النوادي، فقد لعب مع سان خوسيه إيرثكويكس وسانتياغو واندررز وسيينسيانو وكولو-كولو ولوغرونيس ونادي أونيفرسيداد دي تشيلي ونادي راسينغ ونيويورك ريد بولز ويونيون إسبانيولا وأتاكاما الإقليمي ‏.

## وصلات خارجية
- مارسيلو فيغا على موقع الاتحاد الدولي (مؤرشف)  (الإنجليزية)
- مارسيلو فيغا على موقع الدوري الأمريكي (الإنجليزية)
- مارسيلو فيغا على موقع قاعدة بيانات كرة القدم.إي يو (الإنجليزية)
- مارسيلو فيغا على موقع ناشيونال فوتبول تيمز (الإنجليزية)
- مارسيلو فيغا على موقع Soccerway.com (الإنجليزية)
- مارسيلو فيغا على موقع عالم كرة القدم.نت (الإنجليزية)